# Volvo 740
Der Volvo 740 ist ein Personenwagen der oberen Mittelklasse des schwedischen Autoherstellers Volvo. Er wurde von Anfang 1984 bis Herbst 1992 hergestellt. Die Modellbezeichnung „740“ tragen Fahrzeuge der Volvo Serie 700 mit 4-Zylinder-Ottomotoren oder 6-Zylinder-Dieselmotoren.
Die 700er-Modelle mit höherwertiger Innen- und Außenausstattung mit Sechszylinder-Turbodiesel- oder Ottomotoren hießen Volvo 760 und waren bereits seit Frühjahr 1982 auf dem Markt.

## Modellgeschichte

### Allgemeines
Die 740er-Serie wurde ab April 1984 ergänzend zur Modellreihe 760 angeboten und war ebenfalls mit verschiedenen Motorisierungen erhältlich. Erhältlich als Limousine und Kombi, war im Wesentlichen eine weniger ausgestattete und kostengünstigere Version der 760. Die ersten Kombi-Versionen des 740 wurden Anfang 1985 vorgestellt und entwickelten sich im deutschsprachigen Raum zum meistverkauften Volvo-Modell. Während außen beide Versionen den Schriftzug 740 trugen, verwendete Volvo intern die Bezeichnungen 744 für den Viertürer und 745 für den Kombi.
Mit dem 740 wurde der Baureihe 760 eine weniger umfangreich ausgestattete und billigere Basisausführung an die Seite gestellt, die größere Käuferkreise ansprechen sollte. Die Motorisierung der Baureihe 740 entsprach weitgehend der der älteren Baureihe 240, die parallel weiterproduziert wurde. Die ungewöhnlich kantige Karosserie der Serie 700 wurde von Jan Wilsgaard entworfen. Wegen dieser kantigen Form bekam das Modell verschiedene Spitznamen, in den USA „Swedish Bricks“ (schwedische Ziegelsteine) und in der Schweiz „Schneepflug“.

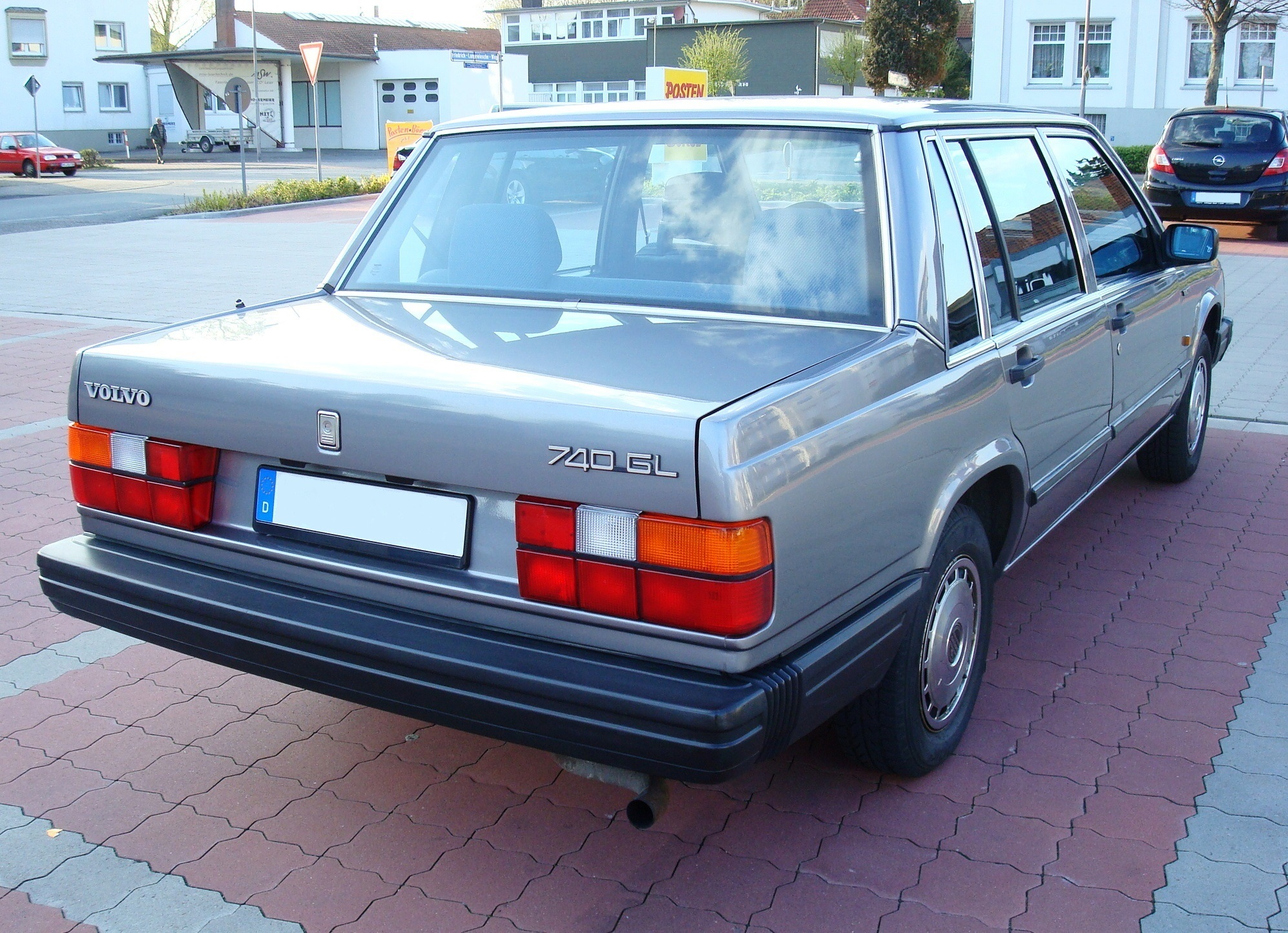
Volvo 740 Heckansicht (1985–1989)
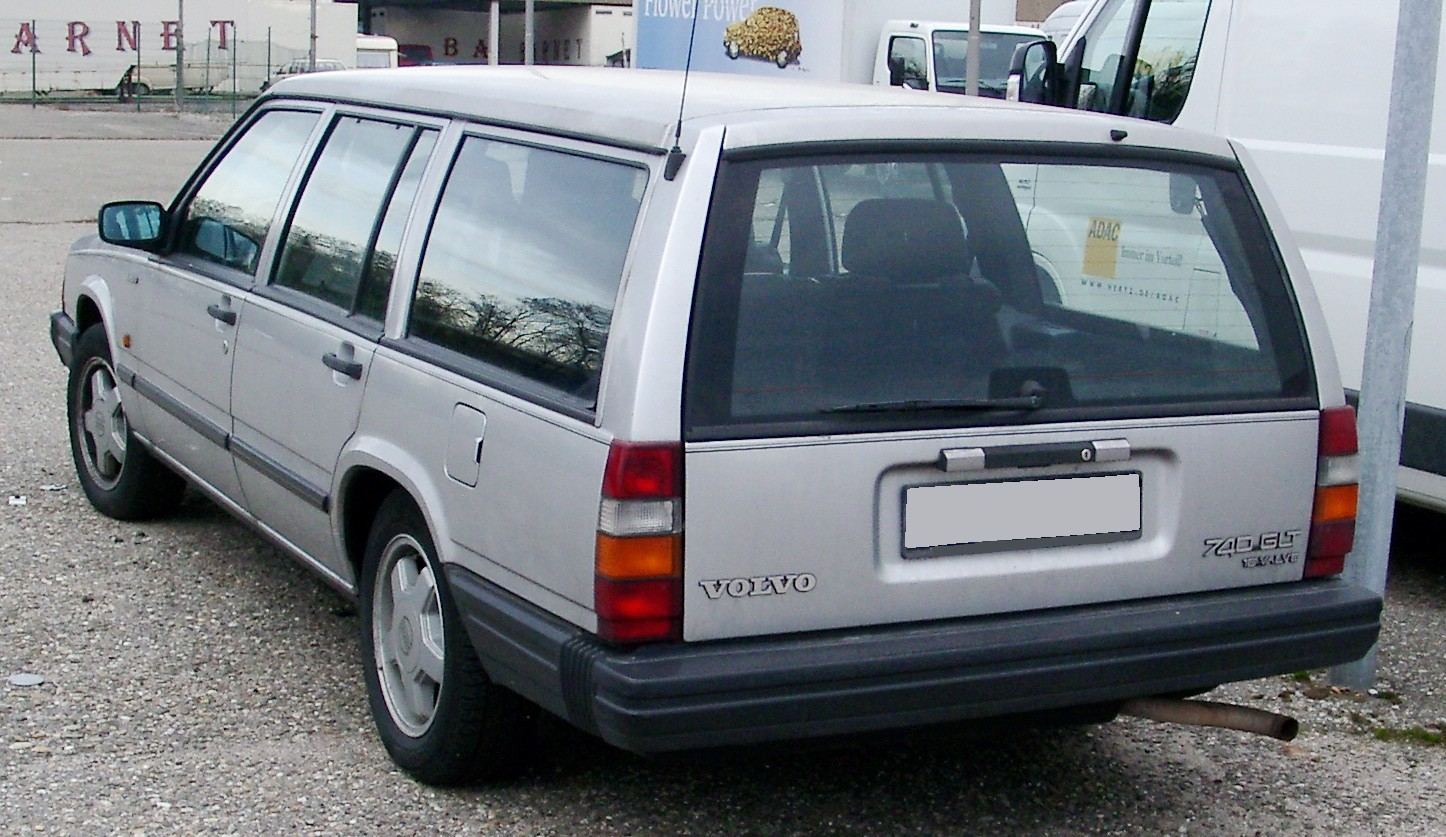
Volvo 740 Kombi (1985–1992)
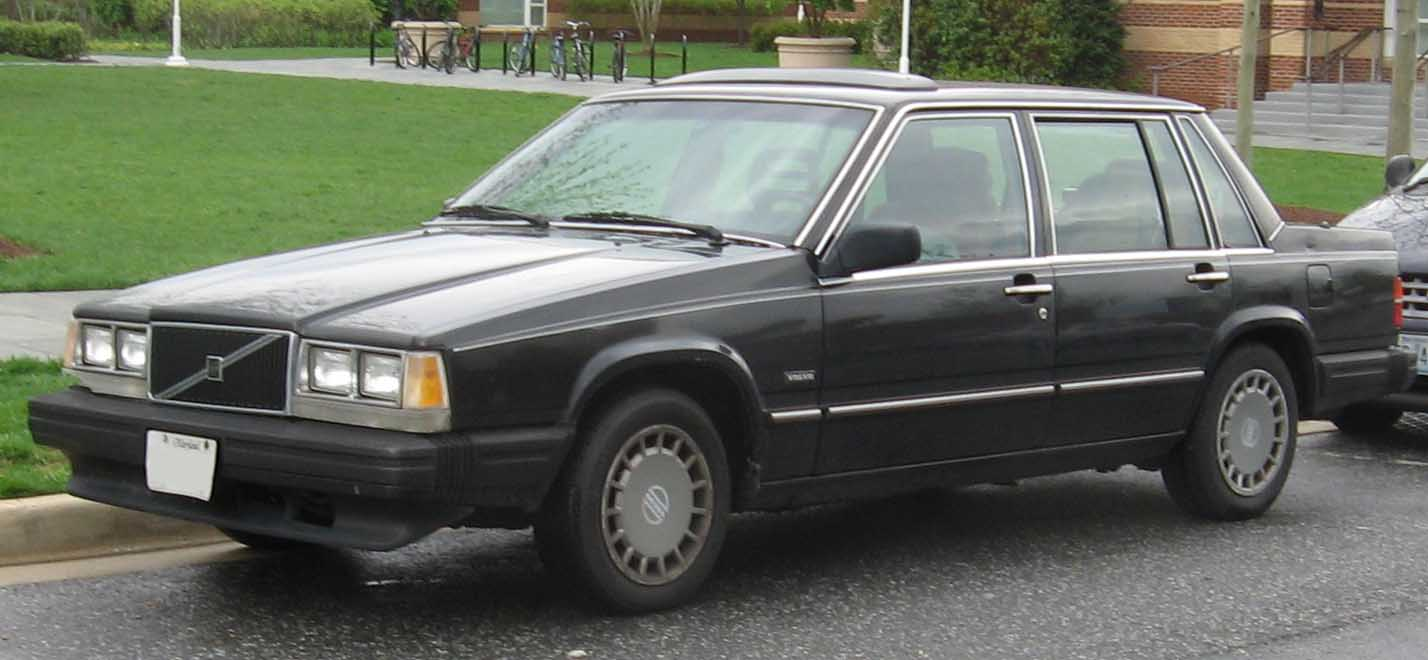
Volvo 740 (US-Version 1985–1989)
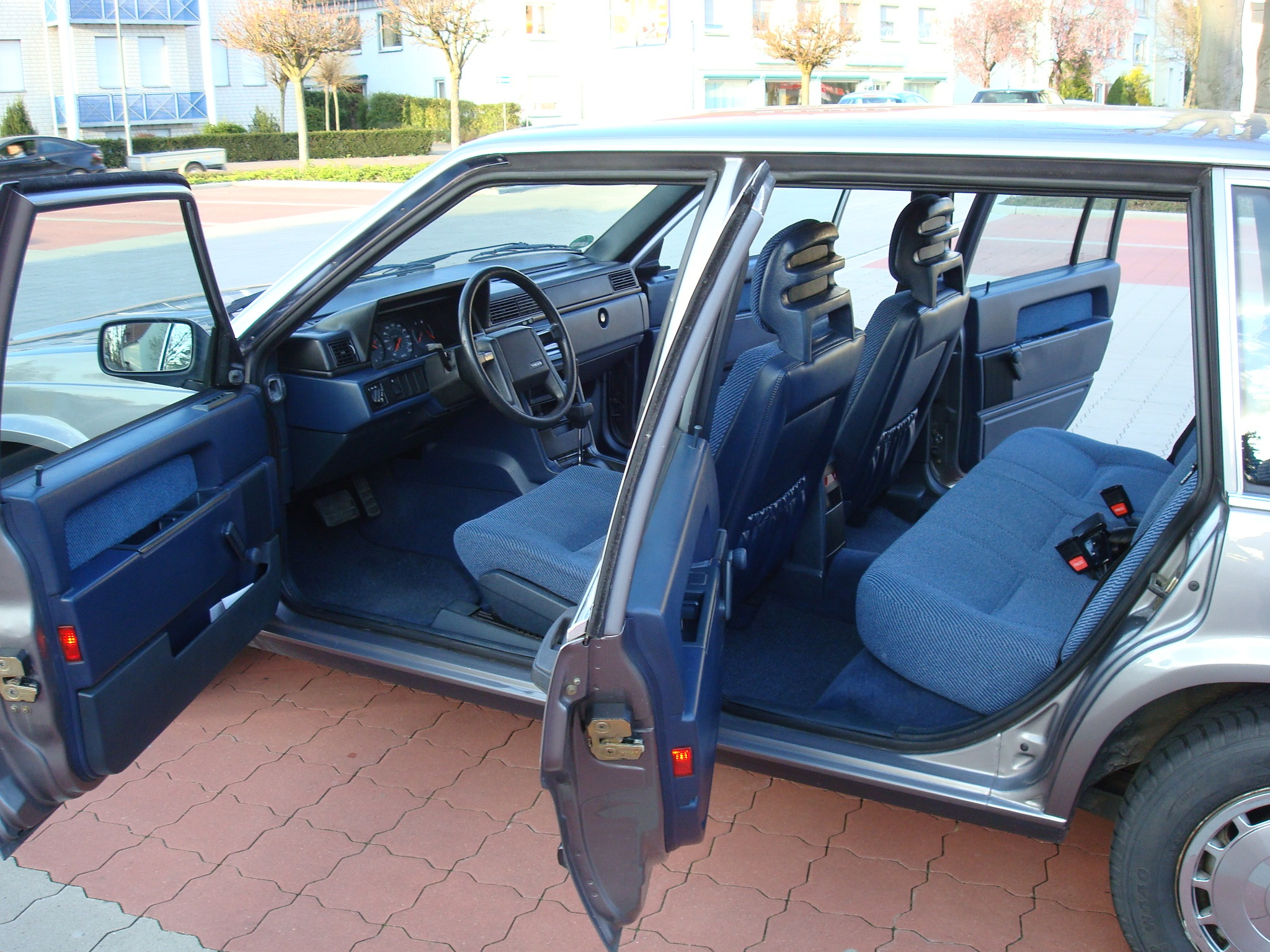
Innenraum eines Volvo 740

### Ausstattung
Die Ausstattung war gegenüber dem Volvo 760 weniger umfangreich und hochwertig, die Stoßstangen hatten keine Chromleisten, die Fensterrahmen und der Kühlergrill waren in einigen Ausführungen in mattem Schwarz lackiert (anstelle von Chrom), während die GLE-Version Chromverzierungen an Kühlergrill und Fensterrahmen beibehielt. Die schlichtere Ausstattung hatte keinen Einfluss auf die Sicherheit.

### Motoren
Der Vierzylinder-Ottomotor, der als Zwei- und Vierventilvariante angeboten wurde, hat ein Grauguss-Kurbelgehäuse und einen Aluminium-Zylinderkopf. Die Nockenwelle treibt ein Zahnriemen an.
Siehe auch Volvo Serie 700#Technik.
Zur Auswahl standen Vierzylinder-Ottomotoren  mit Vergaser, 2,3 Liter Hubraum und 84 kW (114 PS) Leistung (B230K), oder 83 kW (113 PS) mit Saugrohreinspritzung (B230F) und 96 kW (131 PS) (B23E), ein Vierzylinder-Ottomotor mit Turbolader mit 2 Litern Hubraum und 107 kW/145 PS (B19ET) sowie ein 2,4 l Sechszylinder-Dieselmotor ohne Turbolader mit einer Leistung von 60 kW (82 PS) (D24). Den Dieselmotor gab es seit Modelljahr 1979 in der Modellreihe 240, er wurde von Volkswagen produziert und dort auch im LT Transporter verwendet. Der Motor ist längs eingebaut, die Kraft wird vom Getriebe über eine Kardanwelle auf die an vier Längslenkern und einem Panhardstab (Querlenker) geführte Hinterachse übertragen. Diese ist als Starrachse ausgeführt.
Aus steuerlichen Gründen wurden die 740-Benzinmodelle mit 2,3-Liter-Motor in Italien nicht importiert. Besonders erfolgreich in Italien waren die 2.0 16V GLT mit 139 PS, die eine Ausstattung auf dem Niveau der 760 bot, sowie die 2.0 Turbo 16V mit 200 PS, die den in Italien nicht angebotenen 2,3-Liter-Motor gleicher Leistung ersetzte. 1990 wurde die 740, die 1987 ein Facelift an Front und Innenraum erhalten hatte, mit der Einführung der 940 aus dem Programm genommen.

### Exportversionen
Für den nordamerikanischen Markt (USA, Kanada) bestimmte Fahrzeuge hatten bis 1989 eine von den europäischen Modellen deutlich abweichende Frontpartie. Kennzeichnend waren kleine rechteckige „sealed-beam“-Doppelscheinwerfer an Stelle großer rechteckiger Einfachscheinwerfer. Darüber hinaus gab es eine andere Gestaltung und Anordnung von Standlicht und Fahrtrichtungsanzeiger.

## Modellpflege
Ab 1988 erhielten die Limousinen eine Mehrlenkerhinterachse.
Im Herbst 1989 erhielt die Baureihe 740 eine Modellpflege. Dabei unterschied sich die Fahrzeugfront je nach Markt und Motorisierung. Für die europäischen Märkte wurden die Turbomodelle mit breiten Scheinwerfern mit integrierten Zusatzscheinwerfern für Nebel- und Fernlicht ausgerüstet, die bis an den Kühlergrill reichten. Diese Fahrzeuge nahmen so das Frontdesign der späteren Serie 900 vorweg. Die Ausführungen mit Saugmotor wurden abweichend mit einfachen, schmaleren Rechteckscheinwerfern ohne Zusatzscheinwerfer ausgeliefert. Bei diesen Fahrzeugen waren die Scheinwerfer mit L-förmigen Abdeckleisten vom Kühlergrill abgesetzt. Bei allen Limousinen wurde durch neue Rückleuchten im Stil des Coupés Volvo 780 auch das Heck modifiziert.
Die Motoren wurden im Laufe der Zeit weiter entwickelt. Ab Modelljahr 1987 waren alle 740-Modelle auch in Deutschland mit einem geregelten Katalysator lieferbar, den Volvo gemeinsam mit Bosch entwickelt hatte (der erste PKW mit serienmäßigem Drei-Wege-Katalysator war 1975 der Volvo 164 auf dem US-Markt). Die Bezeichnung dieser Motoren trägt hinter der Kennziffer für den Hubraum die Kennung „F“, was für Einspritzmotor mit Katalysator steht. Der Saugmotor hieß seither B230F, der Turbomotor B230FT.
Zusätzlich war ab Herbst 1989 in einigen Ländern, auch in Deutschland, eine Variante mit Zweiliter-Einspritzmotor und geregeltem Katalysator (Motorbezeichnung: B200F) erhältlich. In mehrere europäische Länder, zum Beispiel nach Großbritannien, wurden bis 1990 weiterhin auch Fahrzeuge mit Vergasermotoren geliefert. Der Dieselmotor war nach wie vor ein von Volkswagen zugelieferter 2,4-l-Reihensechszylinder mit Turbolader und 80 kW (109 PS). Im Modell 760 hatte dieser Motor zusätzlich einen Ladeluftkühler und entwickelte eine Leistung von 85 kW (116 PS).
Sommer 1990 wurde die 740er-Serie umfassend überarbeitet und in 940 umbenannt. Der Übergang zur Baureihe 940 war fließend. So gab es in den Modelljahren 1991 und 1992 parallel zum Typ 940 weiterhin den Typ 740 als Basisversion. Diese Fahrzeuge sahen den Fahrzeugen des Modelljahres 1990 sehr ähnlich, allerdings waren die Motorhaube und die vorderen Kotflügel nunmehr die gleichen wie beim Typ 940. Unter dem Blech hatten diese Wagen bereits weitgehend die Technik des Volvo 940. Motorisiert war dieses sogenannte „Zwischenmodell“ mit den Saugmotoren der Typen B200F (2 Liter) oder B230F (2,3 Liter). Die Stoffe der Innenausstattung waren einfacher als die bis dahin verwendeten. Ab Modelljahr 1991 wurde die Reihe 740 in Deutschland nur noch als Sondermodell 740 „Business Edition“ angeboten – jedoch ohne Hinweis auf diese Bezeichnung am Fahrzeug selbst.
Ab Modelljahr 1990 (beginnend im August 1989) hatten die US-Modelle eine den europäischen Basisausführungen ähnelnde Front mit schmalen Rechteckscheinwerfern anstelle der Sealed-Beam-Scheinwerfer und L-förmigen Abdeckleisten zwischen Grill und Scheinwerfern.
Die Produktion der Serie 740 endete am 2. Oktober 1992.

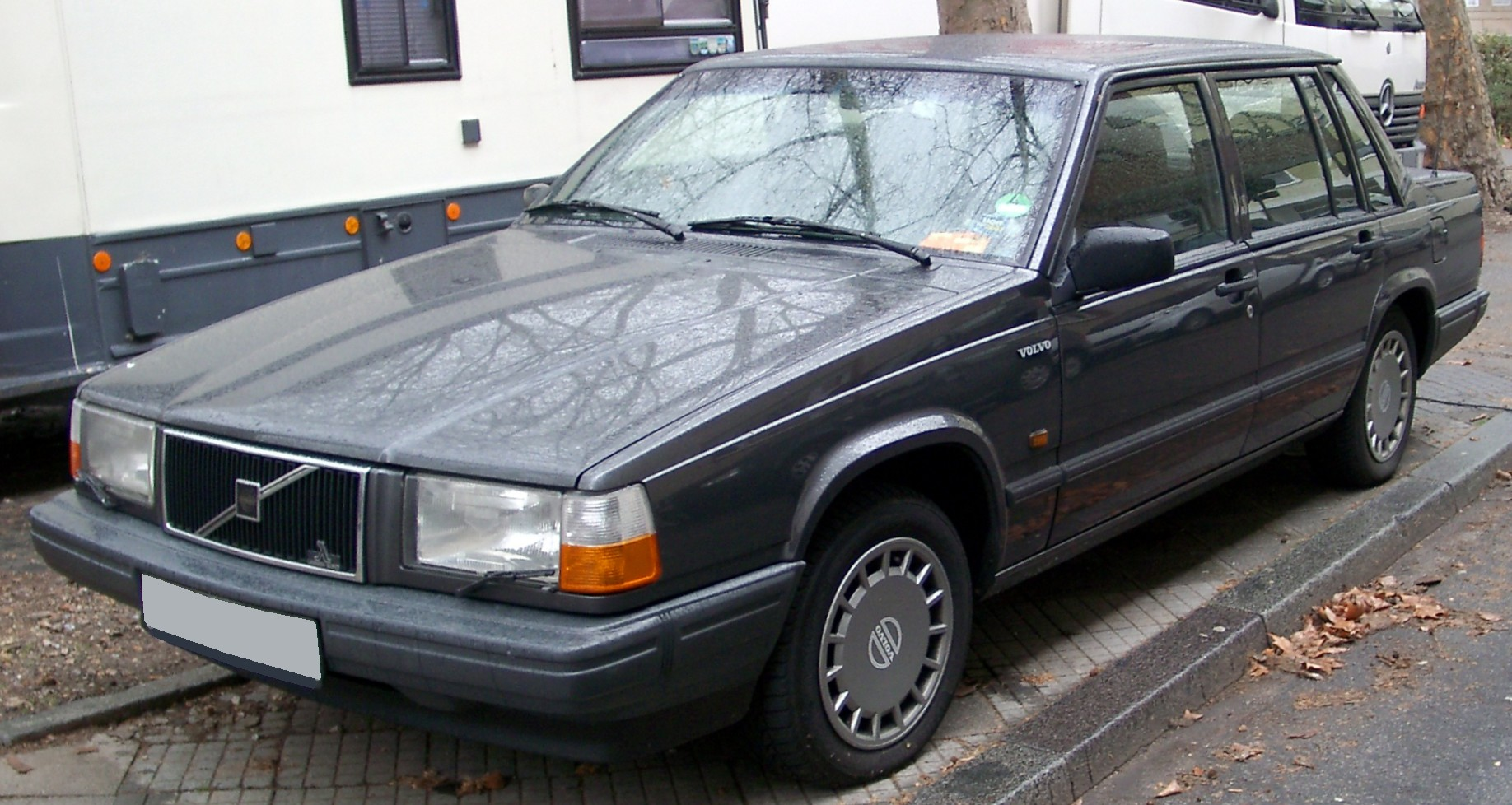
Volvo 740 (1989–1992)
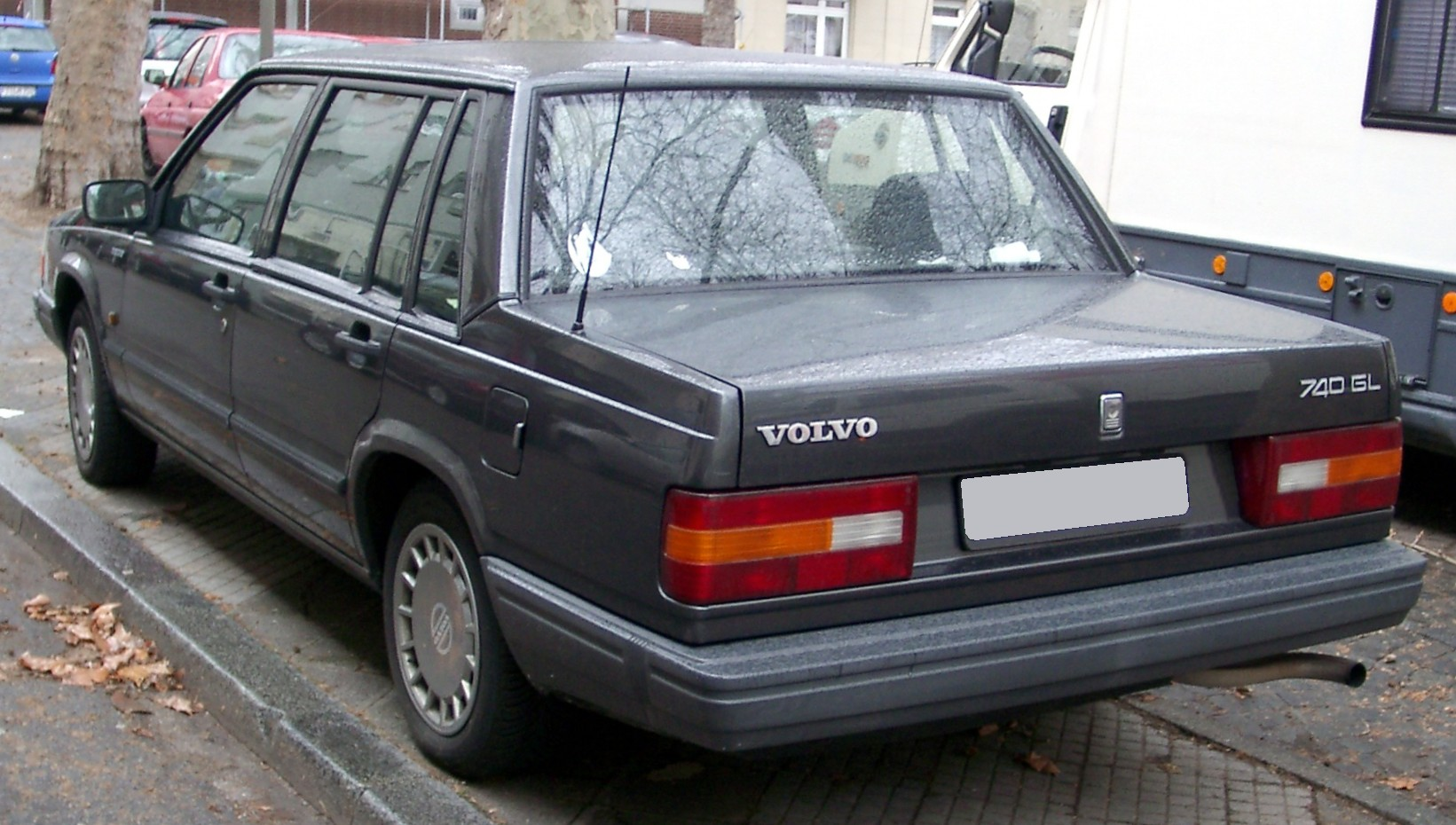
Volvo 740 Heckansicht (1989–1992)
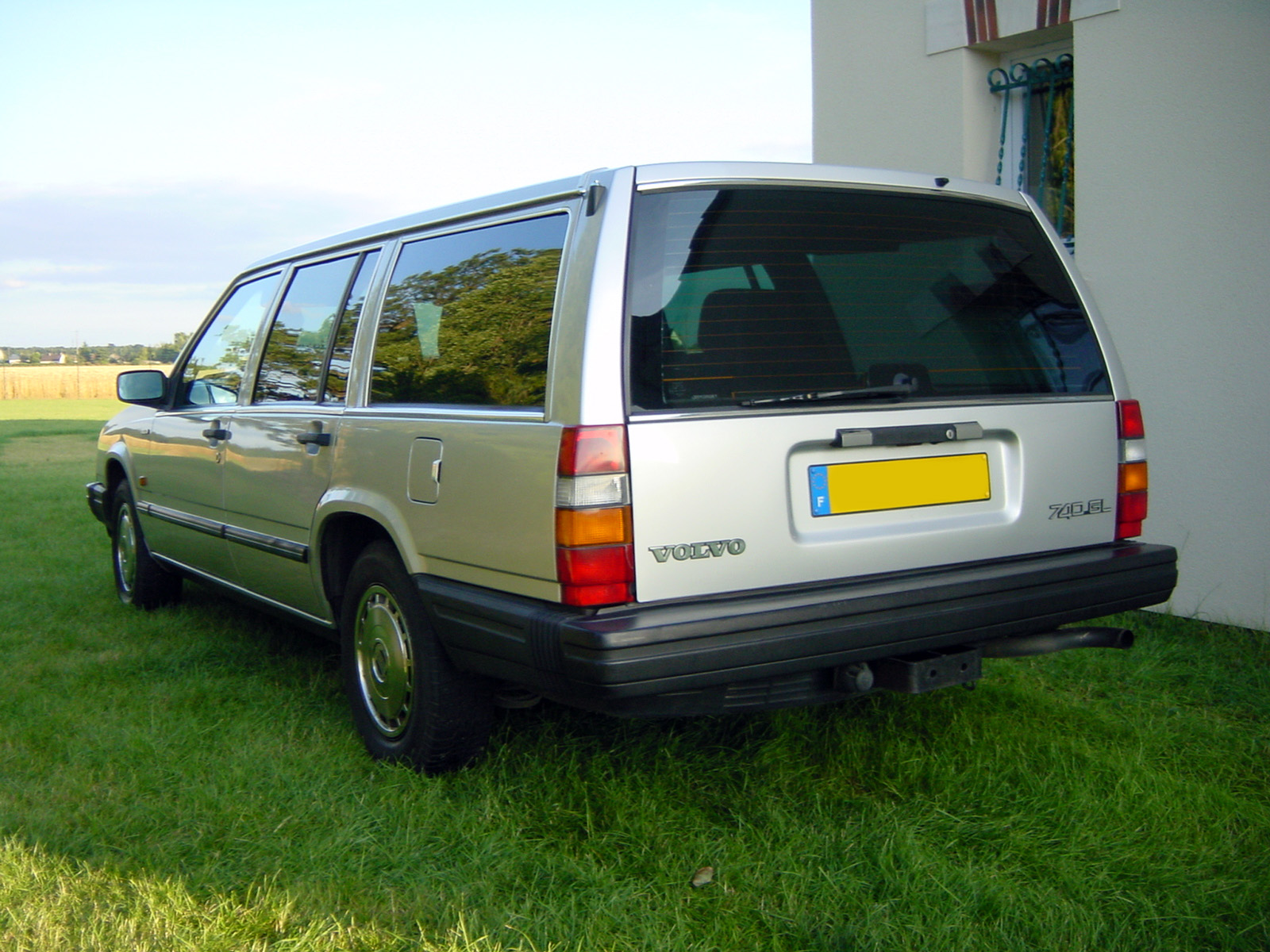
Volvo 740 Kombi (1986–1992)
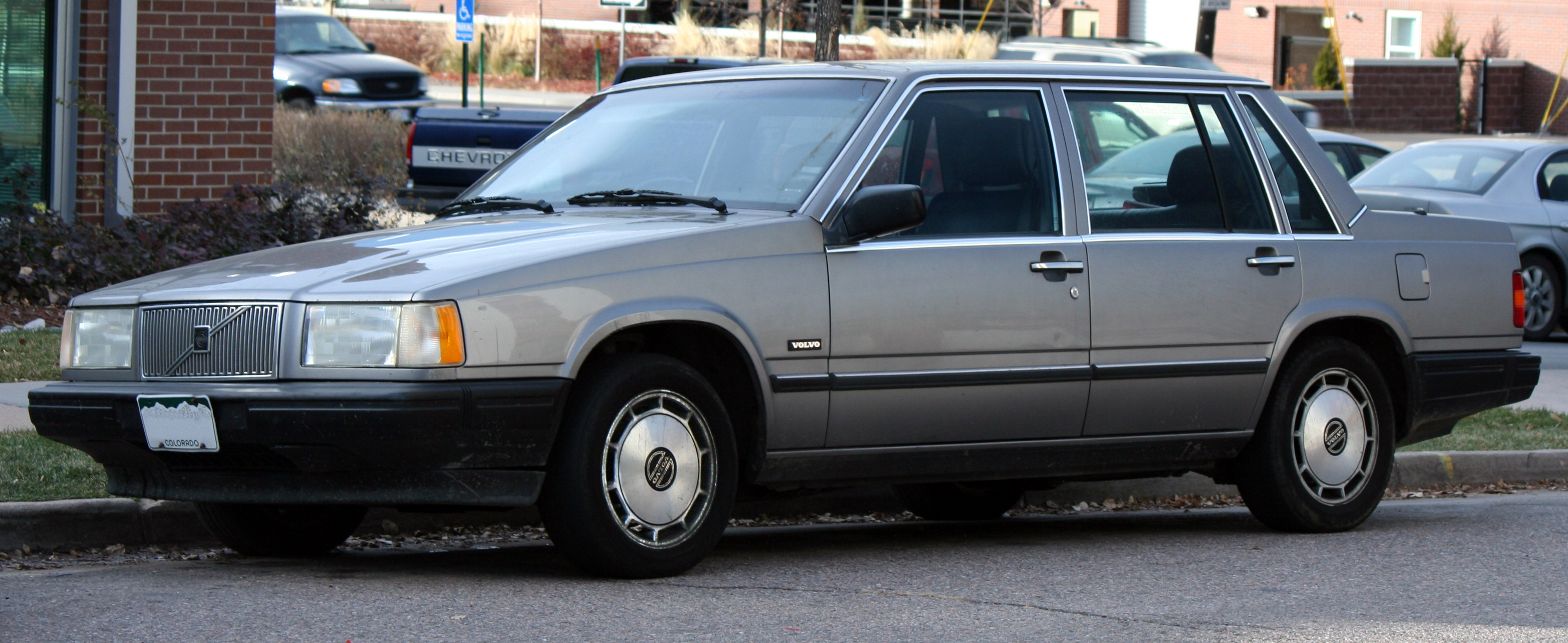
Volvo 740 GLE (US-Version 1990)

## Modell- und Ausstattungsvarianten
- 740
- 740 Diesel, TurboDiesel (nicht in Deutschland)
- 740 GL
- 740 GL Diesel, Turbodiesel
- 740 GLE
- 740 GLE Turbo Diesel
- 740 GLT
- 740 GLT 16 Valve
- 740 Turbo 16 Valve (nicht in Deutschland)
- 740 Turbo Intercooler (TIC)
- 740 Polar (nicht in Deutschland)
- 740 SE (nicht in Deutschland)